# Her Desher Vallis
Her Desher Vallis é um antigo vale fluvial no quadrângulo de Coprates em Marte, localizado a 25.4° S e 48.0° W. Este vale possui 107.0 km de extensão e seu nome vem da palavra "Marte" em egípcio.

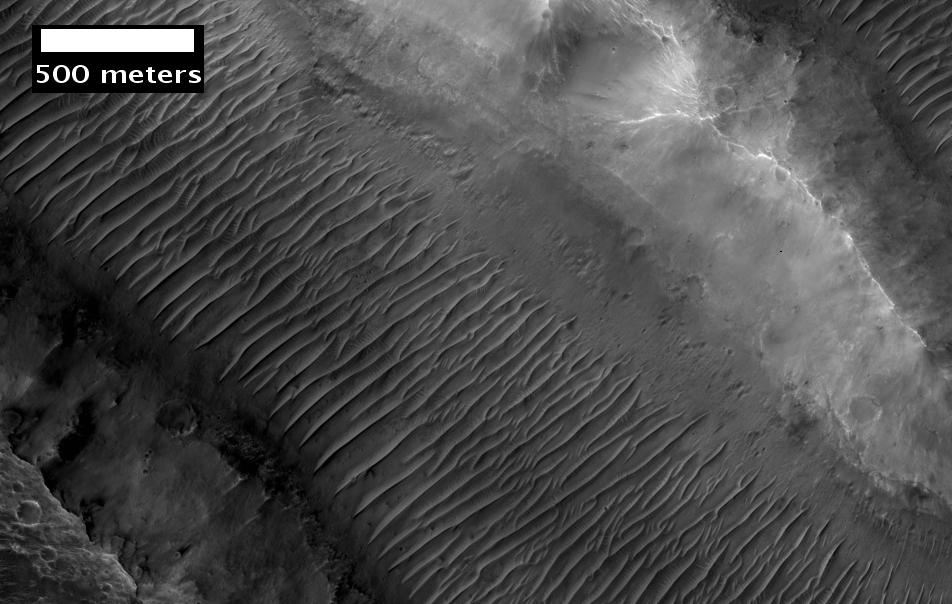
Imagem aproximada de Her Desher Vallis, visto pela HiRISE.